# 松井氏
松井氏（まついし）は、日本の氏族の一つ。清和源氏為義流の源維義（松井冠者）を祖とする松井氏と、源満政を祖とする松井氏がある。
以下では、清和源氏満政流の氏族と清和源氏維義流松井氏のうち、肥後藩細川氏家臣となった氏族について特に記述する。そのほかの流れの氏族については、「そのほかの氏族」節にて扱う。

## 清和源氏満政流
清和源氏満政流の松井氏は、源満政の6世の孫にして源頼朝の御家人となり、山城国綴喜郡の地頭職となった重行の系統がある（なお、同郡には、渡来人系（百済人とも）の松井氏があるがこれとは別系統である）。
子孫の一系統は、三河国に移り、後に徳川家康に仕え、幕臣・旗本となった。また、前掲の松井康之は清和源氏満政流で山城国綴喜郡松井庄の出身とする説もある。松井康之が肥後国移住の際、綴喜郡松井の菩提寺にあった父正之の墓を所領に移転したという。

## 清和源氏為義流
その祖は、清和源氏の源為義の子・源維義。維義が松井冠者を称したことから、維義の子の季義が松井姓を名乗ったとする。この系統には三河松井氏（後の松井松平家）・遠江松井氏。別流に丹波松井氏、近江松井氏がある。室町将軍家御家人の松井氏や、戦国時代に丹波国竹野郡に割拠した松井佐渡守（丹波松井氏）も同流を称する。江戸時代には、肥後熊本藩主・細川氏の筆頭家老で実質の八代城主になった。

### 三河松井氏
室町時代に今川氏家臣の遠江松井氏が三河国に入り、吉良氏の寄騎となった系統がある。これが三河松井氏である。松井忠次の代で今川氏・吉良氏の麾下を離れて徳川家康に従い、松平姓を受けて松平周防守康親と名乗った。これ以降、松平姓を受けた一族を松井松平家とも呼ぶ。譜代大名や旗本を出した。
特に大名の家は江戸時代に繁栄し、国政の中枢に座り、幕閣の老中・大坂城代・京都所司代・寺社奉行などを歴任した。

### 細川氏重臣→華族の男爵家の松井氏

#### 足利幕臣から細川氏の家老へ
松井氏は、室町時代には足利将軍家に仕える幕臣だった。足利義輝が永禄8年（1565年）に殺害されると（永禄の変）、松井正之の子松井康之は、同じく足利将軍家に仕えていた細川藤孝（幽斎）と共に、義輝の弟足利義昭を将軍に擁立するために行動する。
康之は、義昭が織田信長を頼ったときにもその宿所いたことが確認できる。やがて細川藤孝のもとで働くようになった康之は、藤孝の嫡男細川忠興（三斎）と明智光秀の三女玉（ガラシャ）の婚礼で玉姫の輿入請取役を務めている。
信長の下で細川氏は丹後国の領主となり、その重臣として康之は丹後国松倉城を任せられた。生涯50余度の合戦に出陣した康之は武功高く、石田三成の家老島左近や上杉景勝の家老直江兼続らと並んで世に名家老と謳われた。康之の働きぶりをみた豊臣秀吉は石見半国18万石に取り立てようともちかけたが、康之は引き続き細川家に仕えることを望んでこれを辞退した。その忠節に感じ入った秀吉は、康之が信長から拝領していた山城国相楽郡神童寺村及び愛宕郡八瀬村の知行を安堵する朱印状に「深山」の茶壺を添えて贈っている。これが後世「十八万石の壺」と呼ばれる名器である。
慶長5年（1600年）の関ヶ原の戦いに、康之と嫡男松井興長は藩主細川忠興に従って奮戦し、東軍勝利に貢献した。戦後細川氏は豊前国と豊後国（現在の福岡県と大分県の一部）で39万石余りの大名となり、康之は豊後国木付（杵築）城を任せられて2万5000石の知行地が与えられた。
興長は康之の次男として天正10年（1582年）に生まれ、兄が文禄・慶長の役で戦没すると嫡子となり、慶長16年（1611年）に康之が隠居すると家督を相続した。

#### 肥後国八代城主へ
寛永9年（1632年）肥後国52万石の加藤忠広が改易されると、替わって細川忠利が54万石で熊本に入部した。肥後国で興長には玉名郡と合志郡に3万石が与えられた。藩主忠利の父忠興（三斎）は肥後国南部の八代城をその隠居城としたが、この城は薩摩の島津氏に対する押さえとして特に一国一城令の例外とされていた。正保2年（1646年）にその三斎が死去すると、八代城は興長が預かることになり、以後代々松井氏が八代城代を務めた。興長は忠興の次女古保（こお）を正室とし、三斎の六男を養嗣子に迎えて（松井寄之）、細川氏の別姓である「長岡」を賜り、長岡佐渡守と称した。こうして松井氏は熊本藩の実質的支藩である八代3万石の領主として幕末に至る。
松井氏は宮本武蔵と親交があったことで知られる。松井家には、武蔵が細川家に仕官する直前に興長に宛てた書状（長岡佐渡守宛書状）が残っており、また武蔵が熊本藩の客将となった後も寄之が武蔵を後援し、自身もその兵法の弟子となっている。寄之はやがて病床に臥すようになった武蔵の身の世話をしていたことも、寄之と武蔵の養子宮本伊織との間に交わされた多くの書状から明らかになっている。こうして武蔵の手による水墨画や工芸品などの文物の多くが松井家に伝えられた。
秀吉から安堵されていた山城国の知行地は幕府からも安堵を得ており、このため松井氏は細川家家臣として陪臣であるとともに幕府直参としての横顔も併せ持つ特殊な家となった。松井家当主の代替わりおよび将軍の代替わりに際しては、その都度江戸に出府して将軍に御目見得している。
細川家では世襲家老家の松井氏・米田氏・有吉氏を上卿三家と呼んだが、中でも松井氏は細川一門として代々筆頭家老を勤めた。

#### 明治以降
松井盈之の代に明治維新を迎えた。盈之は明治9年（1876年）に家督を息子の敏之に譲り、自身は官幣中社八代宮の宮司となった。敏之は家督相続後、西南戦争で旧熊本藩士たちが西郷軍に協力しないよう尽力し、その功績もあって、戦後特旨により正六位を授与された。
明治以降松井家は士族に列していたが、明治17年（1884年）に華族が五爵制になった際に定められた『叙爵内規』の前の案である『爵位発行順序』所収の『華族令』案の内規（明治11年・12年ごろ作成）や『授爵規則』（明治12年以降16年ごろ作成）では、旧万石以上陪臣家が男爵に含まれており、松井家も男爵候補に挙げられているが、最終的な『叙爵内規』では旧万石以上陪臣は授爵対象外となったためこの時点では松井家は士族のままだった。
明治15年・16年ごろ作成と思われる『三条家文書』所収『旧藩壱万石以上家臣家産・職業・貧富取調書』は、松井敏之について、旧禄高3万石、所有財産は空欄、職業は無職、貧富景況は相応と記している。
この間、松井敏之は華族編列・叙爵請願運動を繰り返すも不許可が続いていた。しかし明治25年5月3日に熊本県知事松平正直から門地及び先の西南戦争での勲功を理由に松井家に授爵あるよう請願が提出され、宮内省で審議が行われた結果、家格由緒と功労により松井家に男爵位が授けられることが決まった。読売新聞明治25年7月20日付け朝刊に「旧熊本藩主細川侯の客臣にして、旧八代城代(禄高三万石)たりし松井敏之氏を華族に列せしめんとて奔走する者あり、既に土方宮内大臣よりも上奏せし趣なれば、松井氏は近々男爵を授けらるべしと漏れ聞く」と報道されている。
同年10月15日付けで松井敏之は、同じく細川家の重臣だった米田家とともに男爵に叙せられた。また前当主盈之にも同年11月7日付けで従五位の位階が贈られた。松井敏之男爵は熊本県の多額納税者であった。弓道家で知られる松井憲之も一族である。
松井明之の代に松井男爵家の住居は東京市中野区上ノ原町にあった。

#### 松井神社
松井神社は、熊本県八代市北の丸町に鎮座する神社で、肥後細川氏筆頭家老であった松井氏初代・松井康之、2代・興長を祀る。明治14年（1881年）に松井氏の旧家臣団をはじめ、ゆかりのある人々により創建されたもので、境内には樹齢三百数十年の梅の名木「臥竜梅」（がりゅうばい）がある。

#### 春光寺
菩提寺は、八代市古麓町の春光寺。臨済宗南禅寺派。

#### 史料・史跡
松井家の城下町だった熊本県八代市の八代市立博物館や松井文庫には松井歴代史料が展示されており、近くには八代城跡や松井家の御茶屋だった松浜軒（しょうひんけん）もある。松井家系図等の史料は八代市立博物館「未来の森ミュージアム」などのウェブでも見ることができる。なお熊本市の水前寺成趣園内にある出水神社にも史料がある。

#### 歴代当主
1. 松井維義
2. 松井義宗
3. 松井宗信
4. 松井維宗
5. 松井宗保
6. 松井保祐
7. 松井宗次
8. 松井助宗
9. 松井助清
10. 松井宗経
11. 松井安広
12. 松井寛次
13. 松井宗富
14. 松井長之
15. 松井正之
16. 松井康之
17. 松井興長
18. 松井寄之
19. 松井直之
20. 松井寿之
21. 松井豊之
22. 松井営之
23. 松井徴之
24. 松井督之
25. 松井章之
26. 松井盈之
27. 松井敏之
28. 松井明之
29. 松井祥之

## そのほかの氏族
山城国松井氏
山城国松井に移住した渡来系で百済人という松井氏。続日本紀によれば、天平宝字5年に松井連を朝廷より下賜された。また綴喜郡松井村などが見える。ほかに太平記収載の山城国住人・松井蔵人。
丹波国松井氏
丹波国桑田郡を根拠として藤原氏を称した。細川氏家臣であるが、こちらは別系統（典厩家）の家臣。松井越前守宗信は細川晴賢の家臣として細川晴元の上洛に従い、晴元が京都を占領するとその命を受けて三好元長・柳本賢治とともに京都を支配した。
美濃国松井氏
室町・戦国期に多藝郡大墳城主として松井九郎直清が割拠。
日向国松井氏
日向国宮崎郡の松井氏。また松井儀成は、私財を投じて用水建設のため測量をなして、藩に建議。これが実現して200町歩もの農地が恩恵を受ける。
金具師の松井氏
金具師・松井弥三郎が豊臣秀吉から200石の知行を受け、徳川家康の大御所時代に駿河国駿府に屋敷をたまわり100石を給せられた。　
土器大工の松井氏
松井弥右衛門、天正年間に岡崎城主・徳川家康に召し出されて、御切り米5俵2人扶持を給せられる。江戸入国に随従して、土器御用仰せ付け連綿の家柄となる。襲名を新左衛門という。　

### 神職の一族
厳島神官
周防国厳島神社の神官（祝詞職）の松井氏。
伊勢神宮神官

### 大名家臣の一族
京極氏家臣
近世大名となった京極高次家などには、松井姓の家臣が散見される。清和源氏・源維義（松井冠者）を祖とする松井氏の一系統が近江国宇多源氏・佐々木氏の幕下層となっていた。近江源氏棟梁の佐々木氏が、家を分けて六角氏・京極氏となったが、室町時代に京極氏は有力な守護大名となった。応仁の乱後に家督争いなどで没落したが戦国時代を乗り切った京極氏の一系統が、佐々木氏以来の家臣・与騎の一部を組み込んで近世大名となり転封を繰り返した。また近江国に土着した松井氏もある。
越後長岡藩家老牧野氏（本姓松井氏）
三河国宝飯郡の国人から近世大名となった藩主牧野氏から牧野姓を賜姓され、牧野姓に改姓した。清和源氏・源維義（松井冠者）を祖とする松井氏の一系統。三河松井氏にも説明がある。
尼子氏家臣
戦国大名尼子氏家臣の松井氏。
松井松平家家臣
武蔵川越藩主・松平氏の城代家老・筆頭家老であった。
大久保氏家臣
相模小田原藩藩士の松井氏は、書道家として著名。
諏訪氏重臣
信濃諏訪藩藩士
松江藩儒臣
亀山藩重臣　
三上藩重臣
津和野藩重臣
石見津和野藩主・亀井氏重臣の松井氏　　
桂昌院侍女
桂昌院の側近として権勢を振るった侍女の松井は、養子を迎えて幕臣・旗本に列した。　　

### 公家家臣の一族
九条家侍
五摂家・九条家　家臣の一族。　
近衛家諸大夫
五摂家筆頭・近衛家　重臣の一族。